# Manowar
Manowar ist eine US-amerikanische Metal-Band, die als Begründer der musikalischen Stilrichtung des True Metal gilt.

## Bandgeschichte

### 1980 bis 1990
Manowar wurde 1980 von Joey DeMaio und Ross „the Boss“ Friedman in Auburn, New York gegründet. Beide lernten sich während der Heaven and Hell Tour von Black Sabbath kennen, da DeMaio als Bass- und Pyrotechniker und Friedman als Gitarrist der Vorgruppe Shakin’ Street an dieser Tournee beteiligt waren. Das erste und einzige Demo der Band wurde 1981 von Joey De Maio (Bass), Ross „the Boss“ (Gitarre), Eric Adams (Gesang) und Carl Canedy (Schlagzeug) eingespielt und enthält die Lieder Battle Hymn und Shell Shock.
Wenig später unterschrieb die Band ihren ersten Plattenvertrag bei Liberty Records und veröffentlichte 1982 das Debütalbum Battle Hymns, auf dem Canedy durch Donnie Hamzik am Schlagzeug ersetzt wurde. Für die Aufnahmen gelang es Manowar, den amerikanischen Regisseur und Schauspieler Orson Welles für diverse Textpassagen im Lied Dark Avenger und das 1983 als Single über Music for Nations erschienene Stück Defender zu gewinnen. Das zweite Album Into Glory Ride erschien ebenfalls 1983 über unter anderem Music for Nations und Megaforce Records und war zugleich das Einstandsalbum von Scott Columbus am Schlagzeug. 1984 erschien das dritte Studioalbum Hail to England, gefolgt von der Spectacle of Might Tour quer durch England. Nach einem Wechsel zu 10 Records erschien ebenfalls 1984 das vierte Studioalbum Sign of the Hammer. Die gleichnamige Tournee führte die Band im Oktober 1984 nach Deutschland, Schweden und England. Im Frühjahr 1986 folgte die Hail to Europe Tour, auf der Manowar erstmals als Headliner auftrat.
Das fünfte Album Fighting the World erschien 1987 über das Major-Label Atlantic Records und war eines der ersten Metal-Alben, welches digital aufgenommen wurde. Dieses Album und die darauffolgende gleichnamige Tournee markierten den endgültigen Durchbruch der Band in Europa.
1988 folgte das sechste Album Kings of Metal, welches der Band weitere große Erfolge und schließlich Goldstatus in Deutschland bescherte. Als Dank an die deutschen Fans nahm die Band das Lied Heart of Steel in einer deutschsprachigen Version mit dem Titel Herz aus Stahl auf und veröffentlichte dieses als Single. Unmittelbar nach dem Album musste Ross „the Boss“ die Band aufgrund von Meinungsverschiedenheiten mit Joey DeMaio verlassen und wurde auf der anschließenden Tournee durch David Shankle ersetzt. 1990 verließ auch Scott Columbus die Band und übergab seine Position am Schlagzeug an Kenny Earl „Rhino“ Edwards, welcher während einer Übergabezeremonie sein bisheriges Schlagzeug in Flammen aufgehen ließ. 2010 dementierte Columbus den kolportierten Grund, dass sein Sohn zum damaligen Zeitpunkt krank gewesen sei.

### 1991 bis 2000
In der neuen Besetzung wurde 1992 das siebte Album The Triumph of Steel veröffentlicht. Das Album wurde im bandeigenen Tonstudio Haus Wahnfried aufgenommen und stieg nach der Veröffentlichung auf Platz acht der deutschen Albumcharts. Die anschließenden Tourneen führten die Band in den Jahren 1992 und 1994 quer durch Europa. Nach Abschluss der Tourneen verließ David Shankle die Band und wurde durch Karl Logan ersetzt. Scott Columbus kehrte zur Band zurück. Zwischenzeitlich unterschrieben Manowar bei Geffen Records. 1996 wurde das achte Studioalbum Louder Than Hell veröffentlicht. Das Album stieg auf Platz sieben der deutschen Albumcharts ein, wobei die anschließende Tournee von einem Eklat in Form eines Konzertabbruches in Wien begleitet wurde. Die während dieser Tournee mitgeschnittenen Live-Aufnahmen bildeten die Basis für das 1997 erschienene erste offizielle Live-Album Hell on Wheels. 1998 fand die nächste Europatournee statt, welche die Live-Mitschnitte für das zweite, 1999 über Nuclear Blast erschienene Live-Album Hell on Stage liefern sollte. Noch im selben Jahr absolvierten Manowar eine ausgiebige Skandinavien-Tournee unter dem Titel Monsters of the Millennium.

### 2001 bis 2010

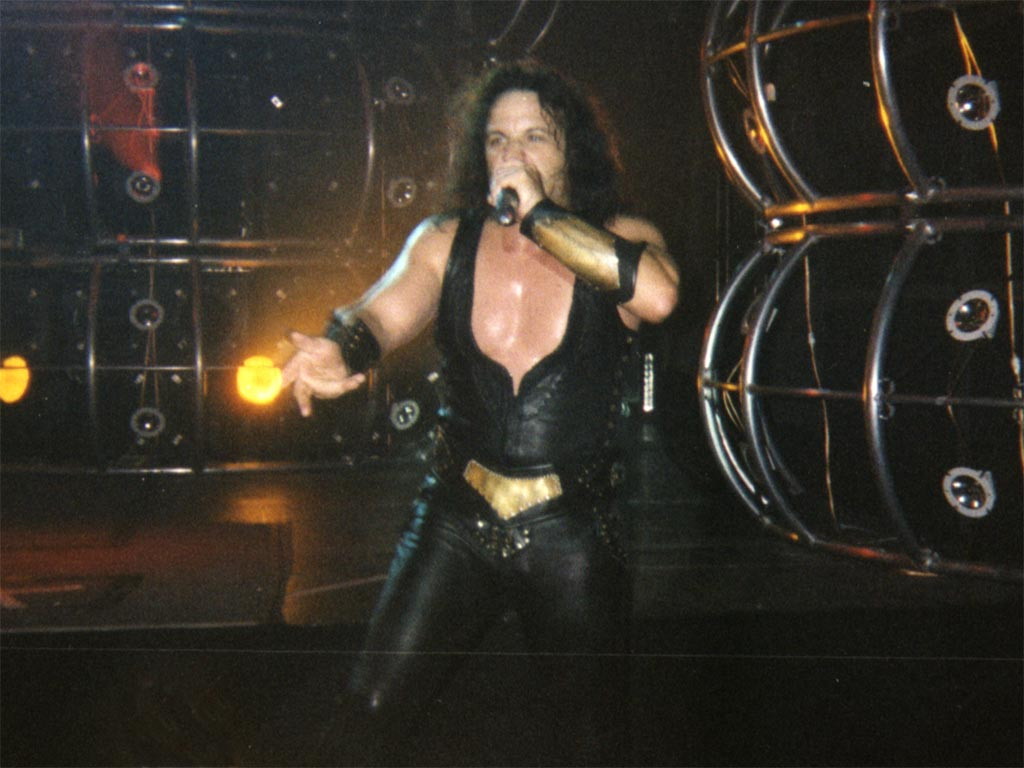
Frontman Eric Adams (2002)

Im Jahr 2001 erschien neben den neu abgemischten und aufwändig gestalteten Versionen der ersten drei Alben auch die erste DVD namens Hell on Earth Part I. 2002 erschien das neunte Album Warriors of the World bei Nuclear Blast und erreichte in verschiedenen europäischen Ländern hohe Chart-Positionen, die Single Warriors of the World United erreichte Platz 16 der deutschen Single-Charts. Neben dem Album erschien noch eine gleichnamige DVD mit Mitschnitten verschiedener Fernsehauftritte bei Oliver Pocher und Stefan Raab (der Auftritt, bei dem die Band Raab als „True Brother of Metal“ bezeichnete, sorgte für einen Skandal unter Metal-Puristen) sowie eine EP mit dem Titel The Dawn of Battle. Noch im selben Jahr erschien die zweite DVD Fire and Blood inklusive des zweiten Teils der Hell-on-Earth-Reihe und dem ersten vollständigen und auch offiziell veröffentlichten Konzertmitschnitt der Band. Neben diesen Veröffentlichungen absolvierten Manowar die Gods-of-War- und Warriors-of-the-World-Tourneen.
2003 und 2005 folgten Teil drei und Teil vier der Hell-on-Earth-Reihe, wobei der vierte Teil auch ein neues Lied namens King of Kings als Bonus enthielt. Im selben Jahr startete die Demons, Dragons and Warriors Tour, welche mit einer mehrstündigen Show mit Gastauftritten aller ehemaligen Bandmitglieder auf dem Earthshaker Festival in Geiselwind endete. 2006 erschien ein Mitschnitt dieser Show unter dem Titel The Day the Earth Shook – The Absolute Power auf DVD. Im selben Jahr wurde auch die EP The Sons of Odin in den Handel gebracht.
2007 erschien das zehnte Studioalbum Gods of War über das bandeigene Label Magic Circle Music. Das Album war in der Musikpresse umstritten. Der darauffolgende zweite Teil der Demons, Dragons and Warriors Tour führte die Band wieder nach Europa und endete in Deutschland mit dem Magic Circle Festival. Noch im selben Jahr wurden ein Live-Album mit dem Titel Gods of War Live sowie eine DVD namens Magic Circle Festival Volume 1 veröffentlicht.

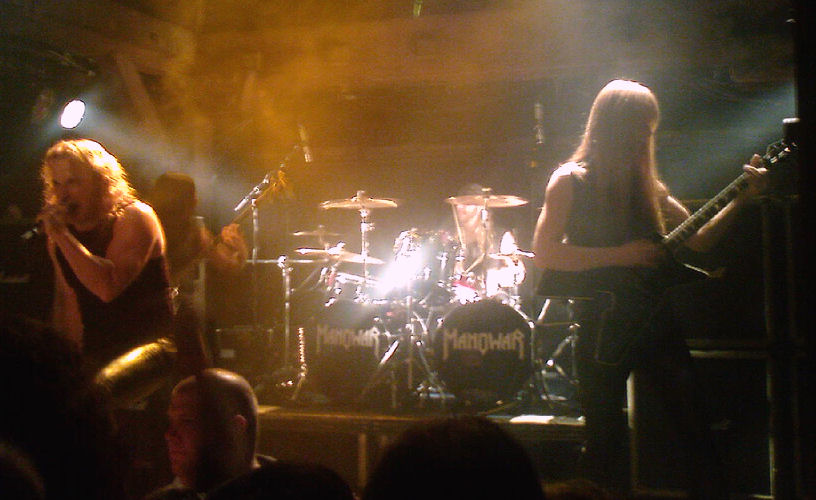
Manowar (2007)

Ein Jahr später fand das zweite Magic Circle Festival statt, auf dem die Band auch das 20-jährige Jubiläum des Albums Kings of Metal feierte. Wegen eines Todesfalls in der Familie wurde Scott Columbus bei diesem Auftritt durch den ehemaligen Schlagzeuger Rhino ersetzt, welcher auch die auf diesem Festival erscheinende Single Die with Honor eingespielt haben soll. Als Dankeschön an die Fans wurde auf diesem Festival die neue Single Die with Honor in einer Auflage von 20.000 Stück an die Fans verschenkt. Der Mitschnitt des Festivals erschien 2008 als Magic Circle Festival Volume 2 auf DVD.
Im Juni 2009 spielten Manowar im Zuge ihrer Death to Infidels Tour auf einigen Festivals in Europa und veröffentlichten im Zuge dieser Tournee eine neue EP namens Thunder in the Sky, welche neben vier neuen Liedern die Single Die with Honor, eine neue Version des Klassikers The Crown and the Ring und den neuen Titel Father in 16 verschiedenen Sprachen enthält.
2010 gab Schlagzeuger Scott Columbus bekannt, dass er seit einer Aussprache mit DeMaio im Jahr 2008 kein Mitglied der Band mehr sei. Wie bereits beim Vorfall im Jahr 1990 dementierte Columbus auch hier die Aussage, dass eine persönliche Tragödie der Grund für eine Auszeit sei. Warum er noch offiziell als Mitglied der Band geführt werde, wisse er nicht. Als Gründe werden musikalische, persönliche und finanzielle Differenzen kolportiert.
Im Oktober 2010 gab Joey DeMaio bekannt, dass die Band zurzeit daran arbeitet, das Album Battle Hymns neu aufzunehmen. Zudem bestätigte er Schlagzeuger Donnie Hamzik als neues festes Bandmitglied. Am 26. November 2010 wurde das Album unter dem Namen Battle Hymns MMXI veröffentlicht.

### 2011 bis 2019
Am 4. April 2011 verstarb der ehemalige Manowar-Schlagzeuger Columbus überraschend. Das zu Columbus’ Lebzeiten geplante Projekt in Zusammenarbeit mit dem deutschen Schriftsteller Wolfgang Hohlbein wurde nie fertiggestellt.
Am 16. Juni 2012 wurde das zwölfte Studioalbum The Lord of Steel veröffentlicht. Es wurde vorerst als reiner Download in der sogenannten Hammer Edition veröffentlicht und war daher nur über den Online-Fanshop oder über die britische Ausgabe des namensgebenden Metal-Hammer-Magazins verfügbar. Die CD-Version wurde exklusiv beim britischen Metal Hammer am 26. Juni 2012 veröffentlicht, ab dem 19. Oktober 2012 folgt auch die Veröffentlichung im Einzelhandel in einer neu abgemischten Version und mit einer neuen Gestaltung.
Am 20. Dezember 2013 kündigte die Band an, am 28. Februar des Folgejahres anlässlich des 25. Jubiläums der Veröffentlichung das Kings of Metal-Album neu aufnehmen und als Doppel-Album veröffentlichen zu wollen. Das Album erschien im März 2014.
Im Mai 2016 gab die Band in einem Statement auf Facebook bekannt, dass sie sich nach einer letzten Welttournee auflösen wird. Seit November 2017 ersetzt Marcus Castellani, Schlagzeuger der brasilianischen Manowar-Coverband Kings of Steel, den ausgeschiedenen Donnie Hamzik.
Im Zuge der Final-Battle-Tour im Jahr 2019 wurde im Januar der Gitarrist E.V. Martel als Tourgitarrist verpflichtet, nachdem seit Sommer 2018 gegen Karl Logan wegen Besitzes von Kinderpornografie ermittelt wird und dieser im Anschluss aus der Band ausgeschieden ist. Zu Beginn der Tour gab Joey DeMaio in einem Interview mit der russischen Nachrichtenagentur TASS zu verstehen, dass die Band nicht vor habe sich aufzulösen. Es handele sich lediglich um ein Missverständnis auf Grund des Namens der Tour („Final Battle“, zu deutsch „Endkampf“). Die Band werde weniger Konzerte spielen, diese sollen jedoch ein intensiveres Erlebnis und eine größere Show für die Fans bieten. Gleichzeitig kündigte eine dreiteilige Veröffentlichungsreihe mit dem gleichlautenden Titel Final Battle an. Der erste Teil dieser Reihe wurde ab dem 29. März 2019 bei Konzerten und auf iTunes als EP verkauft, am 30. Mai folgt die Veröffentlichung im Einzel- und Versandhandel. Im Laufe der Final-Battle-Tour wurde der Schlagzeuger Castellani durch den ehemaligen Schlagzeuger von Yngwie Malmsteens Band und HammerFall Anders Johansson ersetzt. Er hat auch das Schlagzeug bei den Aufnahmen der Final-Battle-EP übernommen.

### 2020 bis heute
Im Frühsommer 2022 kündigten Manowar eine Tour der The Lords of Steel an, die als lizenzierte Manowar-Coverband vorgestellt wurde und mit dem Segen der Band in diversen Clubhallen ein lizenziertes Manowar-Set spielen würde. Weil diese Coverband bislang noch nicht öffentlich in Erscheinung getreten war, der inhaltsarmen und frischen Facebook-Seite der Band und der hohen Ticketpreise für eine Coverband war für die Fans rasch klar, dass es sich um eine Inkognito-Tour von Manowar selbst handeln würde. Diese Vermutung wurde bei den Konzerten bestätigt.
Im August 2022 verkündeten Manowar auf ihrer Homepage, dass der aktuelle Tourgitarrist E. V. Martel für die kommende „Crushing The Enemies Of Metal“-Tour nicht zur Verfügung stehen wird. Stattdessen wurde Michael Angelo Batio aus Chicago für alle Gigs ab 2023 verpflichtet.

## Musikstil
Die musikalischen Mittel in den Liedern Manowars orientieren sich einerseits an kraftvoll orchestralen und melodiösen Vorbildern aus der sinfonischen Musik, wie etwa den Kompositionen Richard Wagners, andererseits aber auch an eingängigen folkloristischen Elementen der verschiedensten Kulturkreise, sowie maßgeblich der Form des klassischen Heavy Metals. Besondere Ausdruckskraft wird den Liedern durch die sehr facettenreiche Stimme des Sängers Eric Adams verliehen. Die Musiker haben zudem mit namhaften Künstlern, wie zum Beispiel Orson Welles zusammengearbeitet, der die Textpassagen der Lieder Defender und Dark Avenger sprach, sowie auch mit Christopher Lee bei der Neuaufnahme 2001 von Dark Avenger.
Auf dem Album Warriors of the World nahm die Band mit dem Elvis-Presley-Cover An American Trilogy sowie mit der Arie Nessun dorma erstmals zwei für Heavy Metal sehr untypische Stücke auf.
Ein Markenzeichen der Band ist das imagebildend gebrauchte magisch-mystisch angehauchte inszenierte Selbstverständnis: So wurde der zweite Plattenvertrag im Jahre 1983 mit Megaforce Records mit dem Blut der Musiker unterzeichnet. Dieses Selbstverständnis findet sich auch in vielen Liedtexten wieder. Dabei werden beispielsweise Motive der nordischen Mythologie und entsprechender Heldensagen aufgegriffen und mit Begriffen wie Ehre und Ruhm zum Beispiel im „Kampf“ gegen Poser und den „falschen“ Metal vermengt.
Zum Nimbus der Band gehört auch das „Sign of the Hammer“ genannte Grußzeichen, das bei Konzerten gerne verwendet wird. Die linke Hand umschließt hier das Handgelenk der Rechten, die mit geballter Faust über den Kopf erhoben wird.
Seit einigen Jahren ist der Künstler Ken Kelly, der unter anderem schon für Kiss gearbeitet hat, für die Coverillustrationen verantwortlich.

## Rezeption
Die Band gilt als besonders fanverbunden, so veröffentlichte sie 1988 als Dank an die Fans in Deutschland die Ballade Herz aus Stahl, was ihnen „gleichermaßen Hohngelächter wie Respekt“ einbrachte. Wegen des Textes des als Bonustitel veröffentlichten Pleasure Slave geriet die Band als „frauenfeindliche Machos“ in die Kritik. Ein Konzert in Wien brach die Band ab, nachdem enttäuschte Fans Bierbecher auf die Bühne geworfen hatten. Für Aufsehen sorgte in der Folgezeit das Verhalten der Band während der Hell on Stage Tour 1998. Die US-amerikanische Metal-Band Metallica spielte nach Auffassung der Bandmitglieder von Manowar keinen Heavy Metal mehr. Um diejenigen zu bekehren, die „dem wahren Metal den Rücken zugekehrt hatten“, holte Joey DeMaio zu jeder Show einen jungen Fan mit Metallica-T-Shirt auf die Bühne. Dort wurde er wegen des Shirts lächerlich gemacht, erhielt als Ausgleich ein Manowar-Shirt, und wurde von DeMaio ins Publikum zurückgeschubst. Später sah sich die Band immer stärkerer Kritik von Fans ausgesetzt, die ihnen „Ausverkauf, Kommerzialisierung ohne Rücksicht auf Verluste, Veröffentlichungs-Overkill, enttäuschende Shows“ und „fehlende Kritikfähigkeit“ vorwarfen. 2006 erklärte DeMaio in einem Interview mit Götz Kühnemund vom deutschen Rock-Hard-Magazin, dass alle Vorwürfe gegen die Band ungerechtfertigt seien und dass er bereit sei, „für den Metal zu sterben“. Er widmete Kühnemund den Bonustitel Die for Metal auf Gods of War. Als das Album The Lord of Steel Journalisten vorab vorgespielt wurde, wurde von der deutschen Presse ausschließlich der Metal Hammer eingeladen.
Außerhalb der Szene wird ihr martialisches Auftreten mit Fell, Leder und Schwertern als lächerlich angesehen. Spiegel online bezeichnete die Band angesichts des Plattencovers zu Anthology als „schmerzfreieste Poser des gesamten Metal-Genres“. Auch in der Szene wird ihr Auftreten mitunter als wenig gefährlich wirkend beschrieben, der deutsche Metal Hammer rekurriert hierbei auf einen Vergleich mit anderen Metal-Bands:

„Davon [gemeint sind die Überwachung der Band Suicidal Tendencies durch das FBI und ihr Auftrittsverbot in Kalifornien] können die 1980 gegründeten Manowar nur träumen. Sie geben sich zwar auch martialisch, wirken in Fellhosen und mit Schwertern bewaffnet aber nur bedingt gefährlich.“

Zur Charakterisierung der Musik Manowars greift DeMaio regelmäßig auf einen Vergleich mit den Kompositionen Richard Wagners zurück. Diese Analogie ist aus musikwissenschaftlicher Perspektive jedoch äußerst fragwürdig. Unzweifelhaft bestehen Parallelen auf der thematisch-textlichen Ebene (z. B. nordische Mythologie, Heldenpathos etc.) zwischen den Songs von Manowar und einzelnen Werken Wagners; vom subjektiven Hörerleben her mag sich in beiden Musiken auch ein gemeinsames „bombastisches Moment“ wiederfinden. Mit Blick auf die Komplexität der Kompositionen (tonale Dichte, Harmonik, Melodik, Rhythmik) unterscheidet sich der romantische Stil Wagners jedoch fundamental von dem des True Metals von DeMaio. Im Gegensatz zu Wagners symphonischer Musik sind Manowar-Songs kompositorisch einfach gehalten: Zumeist im 4/4-Takt, ohne Polyrhythmik, seltene Harmoniewechsel, wenige mehrstimmige Melodien etc. Auch das von Wagner verfolgte Prinzip der Durchkomposition (vgl. Unendliche Melodie) verläuft diametral zur repetitiven Songstruktur der Musik Manowars.

## Sonstiges
Seit der Spectacle-of-Might-Tournee 1985 durch Europa beanspruchen Manowar den Titel „lauteste Band der Welt“ für sich. So wurde am 8. März 1994 in der hannoverschen Music Hall ohne Publikum ein Schalldruckpegel von 129,5 Dezibel gemessen. Bei Auftritten mit Publikum bewegt sich die Lautstärke der Manowar-Konzerte üblicherweise zwischen 115 und 120 Dezibel. Die dazu benötigte besonders belastbare Tontechnik wurde von John „Dawk“ Stillwell entwickelt, der als festes Mitglied der Band im Hintergrund gilt und sie auf Tourneen immer begleitet. Im Juli 2008 wurde bei dem Magic-Circle-Festival in Bad Arolsen mit 139 dB ein neuer Guinness-Weltrekord aufgestellt.
Zu Weihnachten 2007 veröffentlichten Manowar eine deutsche sowie eine englische Interpretation des Weihnachtsliedes Stille Nacht, die sie den Fans kostenlos über das Internet anboten.
Seit dem Jahr 2007 ist die Band mit ihrer eigenen Plattenfirma Magic Circle Music Veranstalter des Magic Circle Festival. Auf der zweiten Auflage dieses Festivals spielten Manowar ihre ersten sechs Studioalben live in chronologischer Reihenfolge und verteilten eine kostenfreie Single namens Die With Honor, welche in einer Auflage von 20.000 Stück hergestellt wurde, an ihre Fans.

## Diskografie
Studioalben

| Jahr | Titel                                                 | Höchstplatzierung, Gesamtwochen, AuszeichnungChartplatzierungen (Jahr, Titel, Platzierungen, Wochen, Auszeichnungen, Anmerkungen) | Höchstplatzierung, Gesamtwochen, AuszeichnungChartplatzierungen (Jahr, Titel, Platzierungen, Wochen, Auszeichnungen, Anmerkungen) | Höchstplatzierung, Gesamtwochen, AuszeichnungChartplatzierungen (Jahr, Titel, Platzierungen, Wochen, Auszeichnungen, Anmerkungen) | Höchstplatzierung, Gesamtwochen, AuszeichnungChartplatzierungen (Jahr, Titel, Platzierungen, Wochen, Auszeichnungen, Anmerkungen) | Anmerkungen                                                  |
| Jahr | Titel                                                 | DE | AT | CH | UK | Anmerkungen                                                  |
| ---- | ----------------------------------------------------- | --- | --- | --- | --- | ------------------------------------------------------------ |
| 1982 | Battle Hymns auch bekannt als: Battle Hymns MMXI      | — | — | — | — | Erstveröffentlichung: 1982                                   |
| 1983 | Into Glory Ride                                       | DE100 (1 Wo.)DE | — | — | — | Erstveröffentlichung: 1983 Charteintritt DE erst 2019        |
| 1984 | Hail to England                                       | — | — | — | UK83 (2 Wo.)UK | Erstveröffentlichung: 4. Februar 1984                        |
| 1984 | Sign of the Hammer                                    | — | — | — | UK73 (1 Wo.)UK | Erstveröffentlichung: 22. September 1984                     |
| 1987 | Fighting the World                                    | DE— GoldDE | — | — | — | Erstveröffentlichung: 14. Mai 1987 Verkäufe: + 300.000       |
| 1988 | Kings of Metal auch bekannt als: Kings of Metal MMXIV | DE37 Gold · (16 Wo.)DE | — | — | — | Erstveröffentlichung: 18. November 1988 Verkäufe: + 300.000  |
| 1992 | The Triumph of Steel                                  | DE8 Gold · (11 Wo.)DE | — | CH20 (4 Wo.)CH | — | Erstveröffentlichung: 29. September 1992 Verkäufe: + 438.848 |
| 1996 | Louder Than Hell                                      | DE7 (9 Wo.)DE | AT16 (6 Wo.)AT | CH24 (4 Wo.)CH | — | Erstveröffentlichung: 23. September 1996 Verkäufe: + 35.513  |
| 2002 | Warriors of the World                                 | DE2 Gold · (31 Wo.)DE | AT6 (6 Wo.)AT | CH35 (5 Wo.)CH | — | Erstveröffentlichung: 4. Juni 2002 Verkäufe: + 150.000       |
| 2007 | Gods of War                                           | DE2 (19 Wo.)DE | AT9 (4 Wo.)AT | CH21 (5 Wo.)CH | — | Erstveröffentlichung: 26. Februar 2007 Verkäufe: + 10.000    |
| 2012 | The Lord of Steel                                     | DE19 (4 Wo.)DE | AT37 (2 Wo.)AT | — | — | Erstveröffentlichung: 16. Juni 2012                          |

grau schraffiert: keine Chartdaten aus diesem Jahr verfügbar

## Auszeichnungen
Rock Power
- 1992: in der Kategorie „Album des Jahres“ (The Triumph of Steel)